# Оссаго-Лодіджано
Оссаго-Лодіджано, Оссаґо-Лодіджано (італ. Ossago Lodigiano) — муніципалітет в Італії, у регіоні Ломбардія, провінція Лоді.
Оссаго-Лодіджано розташоване на відстані близько 450 км на північний захід від Рима, 36 км на південний схід від Мілана, 8 км на південь від Лоді.
Населення — 1453 особи (2014).

## Демографія
Населення за роками:

Станом на 1 січня 2023 року в муніципалітеті офіційно проживало 147 іноземців з 21 країни, серед них 51 громадянин країн Євросоюзу.

## Сусідні муніципалітети
- Боргетто-Лодіджано
- Брембіо
- Кавенаго-д'Адда
- Маїраго
- Массаленго
- Сан-Мартіно-ін-Страда
- Вілланова-дель-Сілларо